# جامعة واشنطن
جامعة واشنطن (بالإنجليزية: University of Washington) تم تأسيسها في عام 1861 في سياتل (ولاية واشنطن) الأمريكية. تعد من أكبر الجامعات في شمال غرب الولايات المتحدة وأقدم الجامعات في الساحل الغربي ومن أبرز كلياتها كلية الطب.
يوجد في الجامعة ثلاثة حرم جامعية، يسمى أكبرها (يونيفيرستي ديستريكت) ويقع في مدينة سياتل وهناك حرم جامعي في كلاً من مدينة تكوما وبوثل. وقد تجاوزت ميزانية الجامعة 7.2 مليار دولاراً أمريكياً سنة 2012 وتحتوي الجامعة على 500 بناية والتي تمتد على مساحة إجمالية قدرها 20 ميلون قدماً مربعاً. تم تصنيف الجامعة في الرتبة 16 في ترتيب أحسن الجامعات في العالم سنة 2013.

## التاريخ

### التأسيس
عام 1854، أوصى الحاكم الإقليمي إسحاق ستيفنز بإنشاء جامعة في إقليم واشنطن. رأى سكان منطقة سياتل البارزون -من بينهم الواعظ الميثودي دانيال باغلي- في ذلك فرصة لإضافة المزيد إلى إمكانات المدينة ومكانتها. علم باغلي بقانون يسمح للأقاليم الأمريكية ببيع الأراضي لجمع الأموال ودعم المدارس العامة. آنذاك، سعى آرثر أ. ديني، أحد مؤسسي سياتل وعضوًا في الهيئة التشريعية الإقليمية، لزيادة أهمية المدينة بنقل عاصمة الإقليم من أولمبيا إلى سياتل. مع ذلك، تمكن باغلي في النهاية من إقناع ديني بأن إنشاء جامعة سيكون له تأثير أفضل في نمو اقتصاد سياتل. مُنح الترخيص لجامعتين في البداية، لكن لاحقًا أُلغي القرار لصالح جامعة واحدة في مقاطعة لويس بشرط توفر أرض تبرعت بها محليًا. عندما لم يظهر أي موقع، قدم ديني طلبًا ناجحًا للمجلس التشريعي لإعادة النظر في سياتل موقعًا عام 1858.

### طلاب الجامعة الإقليمية عام 1864
عام 1861، بدأ البحث عن موقع مناسب بمساحة 10 أفدنة (4 هكتارات) في سياتل ليكون حرمًا جامعيًا جديدًا. تبرع آرثر وماري ديني بثمانية أفدنة، في حين تبرع الرواد الآخرون إدوارد لاندر وتشارلي وماري تيري، بفدانين على تل ديني في وسط مدينة سياتل. تحديدًا، كانت هذه المنطقة محاطة بالشارع الرابع من الغرب، والشارع السادس من الشرق، وشارع الاتحاد من الشمال، وشارع سينكا من الجنوب.
جون بايك، الذي سمي شارع بايك باسمه، هو مهندس الجامعة وبانيها. افتُتحت الجامعة في 4 نوفمبر 1861 بوصفها جامعة واشنطن الإقليمية. أصدر المجلس التشريعي مواد تتعلق بتأسيس الجامعة، وأُنشئ مجلس الأمناء عام 1862. عانت الجامعة في البداية، وأُغلقت ثلاث مرات: عام 1863 بسبب انخفاض التسجيل، ومرة أخرى عام 1867 و1876 بسبب نقص التمويل. منحت واشنطن أول خريجة لها كلارا أنطوانيت مكارتي ويلت عام 1876، شهادة البكالوريوس في العلوم.

### الانتقال في القرن التاسع عشر
بحلول الوقت الذي انضمت فيه ولاية واشنطن إلى الاتحاد عام 1889، نمت كل من سياتل والجامعة بنحوٍ كبير. إذ زاد إجمالي تسجيل الطلاب الجامعيين في واشنطن من 30 إلى 300 طالب تقريبًا، وواجهت العزلة النسبية للحرم الجامعي في وسط مدينة سياتل تطورًا متزايدًا. أُنشئت لجنة تشريعية خاصة، برئاسة خريج جامعة واشنطن إدموند ميني، للعثور على حرم جامعي جديد لتلبية احتياجات الأعداد المتزايدة من الطلاب وأعضاء الهيئة التدريسية بنحوٍ أفضل. وفي النهاية، اختارت اللجنة موقعًا في الشمال الشرقي من وسط مدينة سياتل يُسمى خليج الاتحاد، الذي كان أرضًا للدواميش، وقد خصصت الهيئة التشريعية أموالًا لشراء هذا الموقع وبنائه. عام 1895، انتقلت الجامعة إلى الحرم الجامعي الجديد من خلال الانتقال إلى مبنى ديني الجديد. حاول مجلس إدارة الجامعة بيع الحرم القديم لكنه فشل، في النهاية استقر على تأجير المنطقة. أصبحت هذه المنطقة فيما بعد واحدة من أغلى الأراضي التابعة للجامعة في سياتل الحديثة، إذ تحقق ملايين الدولارات من الإيرادات السنوية فيما يُعرف الآن بـ «المنطقة الحضرية». هُدم مبنى الجامعة الإقليمية الأصلي عام 1908، وموقعه السابق يضم الآن فندق فيرمونت الأولمبي.
الآثار الباقية الوحيدة لمبنى واشنطن الأول هي أربعة أعمدة أيونية مصنوعة من خشب الأرز الأبيض، طول كل منها 24 قدمًا (7.3 أمتار) ومزخرفة يدويًا. أنقذها إدموند س. ميني، أحد أوائل خريجي الجامعة ورئيس قسم التاريخ السابق. أطلق ميني وزميله، العميد هربرت ت. كوندون، على الأعمدة أسماء: «الولاء» و«الصناعة» و«الإيمان» و«الكفاءة»، أو «الحياة». وتقف الأعمدة الآن في مسرح سيلفان غروف.